# Versailles (TV-serie)
Versailles är en dramaserie som hade premiär 2015 och som utspelar sig under uppförandet av Slottet i Versailles, under Ludvig XIV:s regeringstid. 

## Säsonger och kanaler
Den första säsongen hade premiär 16 november 2015 på Canal+ i Frankrike och på Super Channel i Kanada, i maj 2016 på BBC2 i Storbritannien och 1 oktober 2016 på Ovation i USA.
Den andra säsongen hade redan beställts innan den första säsongen hade haft premiär. Inspelningen av den andra säsongen inleddes i februari 2016. Den andra säsongen utspelar sig fyra år efter händelserna i den första säsongen. Den andra säsongen hade premiär 27 mars 2017 i Frankrike, och premiärvisades 21 april 2017 i Storbritannien I september 2016 bekräftade producenten Claude Chelli att det skulle bli en tredje säsong av Versailles.. I maj 2017 publicerade Vaux-le-Vicomtes officiella instagramkonto bilder som visade inspelning av den tredje säsongen av Versailles.

## Handling
Den första säsongen börjar 1667. Adeln vid det franska hovet börjar att revoltera mot monarkin. Den 28-årige kungen beslutar att flytta hovet från Paris till Versailles, där hans far tidigare hade en jaktbostad, och där uppföra ett palats. Paris adel upplever slottet som ett gyllene fängelse, och intriger uppstår.
Den andra säsongen utspelar sig fyra år senare.

## Rollista i urval
- George Blagden som Ludvig XIV, kung av Frankrike
- Alexander Vlahos som Monsieur Filip I av Orléans, kungens bror
- Tygh Runyan som Fabien Marchal
- Stuart Bowman som Alexandre Bontemps, kungens betjänt
- Amira Casar som Béatrice, Madame de Clermont (säsong 1)
- Evan Williams som Chevalier de Lorraine, hertigen av  Orléans' älskare
- Noémie Schmidt som Henrietta av England, hertigen av  Orléans' maka
- Anna Brewster som Françoise Athénaïs de Rochechouart de Montespan, kungens älskarinna
- Sarah Winter som Louise de la Vallière (säsong 1)
- Suzanne Clément som Madame Agathe (säsong 2)
- Catherine Walker som Madame Scarron / Madame de Maintenon (säsong 2)
- Elisa Lasowski som Maria Teresia, drottning av Frankrike
- Maddison Jaizani som Sophie
- Jessica Clark som Elisabeth Charlotte av Pfalz (säsong 2)
- Pip Torrens som Cassel
- Harry Hadden-Paton som Gaston de Foix (säsong 2)
- Greta Scacchi som Madeleine de Foix (säsong 2)

## Mottagande
Första säsongen fick blandade recensioner av kritikerna. Den har 55/100 Metacritic-poäng, baserat på 6 recensioner. Den har 80 % på Rotten Tomatoes, med ett genomsnitt av 6.56/10 baserat på 10 recensioner.

## Inspelningsplatser
Versailles spelades in på många andra slott, förutom Slottet i Versailles, däribland:
- Château de Champs-sur-Marnes trädgårdar
- Château de Janvry
- Château of Lésigny
- Château de Maisons-Laffitte (bild)
- Château de Pierrefonds (bild)
- Château de Sceaux
- Château de Vaux-le-Vicomte (bild)
- Château of Vigny
- Rambouillet kommun